# Trận Lê Dương
Trận Lê Dương (chữ Hán: 黎陽之戰, Lê Dương chi chiến), diễn ra từ tháng 10 năm 202 đến tháng 6 năm 203 vào cuối thời Đông Hán, là một nỗ lực xâm lược của quân phiệt Tào Tháo chống lại anh em Viên Thượng và Viên Đàm, con trai của đối thủ Viên Thiệu. Trận chiến vào tháng 10 năm 202 là trận chiến đầu tiên giữa hai phe kể từ sau cái chết của Viên Thiệu bốn tháng trước đó. Mặc dù kết thúc bằng việc Tào Tháo phải rút lui, nhưng những diễn biến trong trận chiến này đã làm nổi lên căng thẳng giữa hai anh em họ Viên khi Viên Đàm nổi loạn chống lại em trai mình sau khi Tào Tháo tạm thời rút lui.

## Bối cảnh
Sau thất bại trận Quan Độ, Viên Thiệu cố gắng tổ chức quân đội, vốn vẫn còn khá mạnh và trấn áp các cuộc nổi loạn lợi dụng thất bại của ông. Tuy nhiên, tháng 6 năm 202, Viên Thiệu qua đời, được cho là vì thất vọng và tức giận vì thất bại của mình, đã để lại di sản cho các con trai mình.
Viên Thiệu có ba người con trai: con trai cả là Viên Đàm, con trai thứ là Viên Hi và con trai út là Viên Thượng. Mặc dù theo thông lệ, con trai cả sẽ kế vị cha, nhưng Viên Thiệu lại sủng ái Viên Thượng hơn, nên đã sắp xếp cho Viên Đàm làm Thứ sử Thanh châu ở xa. Tuy nhiên, vì Viên Thiệu chưa bao giờ chính thức quyết định người thừa kế, nên sau khi ông qua đời, các thuộc hạ của Viên Thiệu đã chia rẽ thành hai phe. Trong số các mưu sĩ của Viên Thiệu, Tân Bình và Quách Đồ ủng hộ Viên Đàm trong khi Bàng Kỷ và Thẩm Phối ủng hộ Viên Thượng. Do lo ngại rằng Viên Đàm sau khi kế vị cha mình sẽ truy cứu lại việc ủng hộ Viên Thượng tranh sủng, phe ủng hộ Viên Thượng đã lập di chúc giả mạo tuyên bố Viên Thượng mới là người kế vị. Viên Đàm tức giận, dẫn quân tiến đến Lệ Dương (黎陽; phía tây bắc huyện Tuân, Hà Nam ngày nay) bên bờ sông Hoàng Hà, nơi giáp ranh với lãnh thổ chiếm cứ của Tào Tháo. Biết tin này, Viên Thượng đã gửi một số ít quân cùng Bàng Kỷ đến hỗ trợ (hoặc do thám) Viên Đàm, nhưng sau đó lại từ chối yêu cầu tăng quân tiếp viện của Viên Đàm. Viên Đàm nổi giận và giết chết Bàng Kỷ để trả đũa.
Tào Tháo đã chuyển hướng tập trung khỏi anh em họ Viên sau thắng lợi chiến dịch Quan Độ, nhưng vào mùa xuân năm 202 đã quay trở lại tiền tuyến ở Quan Độ. Mưu sĩ Tuân Úc trước đó đã cảnh báo Tào Tháo không được quay lưng lại với kẻ thù mới bị đánh bại, kẻo tàn quân địch sẽ tập hợp lại và tấn công từ phía sau. Bốn tháng sau khi Viên Thiệu chết, Tào Tháo dẫn quân vượt sông Hoàng Hà để tấn công tàn quân Viên ở Lê Dương.

## Trận chiến
Tào Tháo giao cho Lý Điển và Trình Dục nhiệm vụ lo hậu cần trong lúc ông vượt sông. Quân lương sẽ được vận chuyển bằng đường thủy, nhưng tướng của Viên Thượng là Cao Phồn (高蕃) đã chặn giữ cứ điểm trên sông và chặn đường tiếp tế. Ban đầu Tào Tháo định chuyển lương bằng đường bộ, nhưng sau khi Lý Điển cho rằng quân của Cao Phồn chỉ được trang nhẹ và không chuẩn bị cho thủy chiến, Tào Tháo đã cho phép Lý Điển và Trình Dục công Cao Phồn. Cuộc tấn công đã thành công và tuyến đường thủy đã được dọn sạch cho đoàn thuyền lương.
Các nguồn sử liệu ghi chép về những sự kiện sau chuyến vượt sông của Tào Tháo rất khác nhau. Các ghi chép chính thức của nhà Ngụy trong Tam quốc chí cho biết Tào Tháo đã thắng liên tiếp nhiều trận trong suốt 6 tháng, buộc anh em họ Viên phải rút khỏi Lê Dương, nhưng sau đó lại đột nhiên hủy bỏ cuộc bao vây đại bản doanh của quân Viên ở Nghiệp thành và rút về Hứa Xương. Phần ghi chép về Viên Thiệu trong Hậu Hán thư và các tài liệu tham khảo đương thời như Xuất sư biểu lại mâu thuẫn với ghi chép của nhà Ngụy, trong khi thực tế là chiến dịch này kéo dài như vậy cũng cho thấy rằng nó có thể không diễn ra suôn sẻ như Tam quốc chí đã đề cập. Do đó, nhiều khả năng là các ghi chép của nhà Ngụy đã che giấu việc đề cập đến thất bại của Tào Tháo ở khu vực này. Sử dụng sự kết hợp của các nguồn đã đề cập ở trên, một trình bày thay thế về trận chiến được đưa ra như sau.
Do bị Tào Tháo áp đảo về quân số, Viên Đàm thấy khó có thể giữ vững vị trí của mình ở Lệ Dương nên đã gửi thư cầu cứu Viên Thượng. Đáp lại, Viên Thượng để lại Thẩm Phối canh giữ Nghiệp thành trong khi đích thân mình mang quân đến tiếp viện cho Lê Dương. Hai bên giao tranh ở phía tây và phía nam bên ngoài Lê Dương, nơi vẫn còn thấy dấu tích của các công sự phòng thủ được sử dụng trong trận chiến vào thời nhà Đường. Vào tháng 4 năm 203, anh em họ Viên đã xuất thành tấn công, nhưng đã bị Tào Tháo đánh bại và buộc phải rút lui về thành Lê Dương. Tuy nhiên, trước khi Tào Tháo có thể bao vây thành, ba anh em họ Viên đã nhân đêm tối rút về Nghiệp thành, cách đó 70 km về phía bắc.
Tháng sau, quân Tào tiếp tục truy đuổi quân Viên đến Nghiệp thành. Tuy nhiên, dường như quân Tào đã bị quận Viên phản công và đẩy lùi bên ngoài thành. Thất bại này khiến Tào Tháo tạm thời không chú ý đến đại bản doanh của quân Viên mà quay về phía đông để tấn công thành Âm An (陰安; nay thuộc Thanh Phong, Hà Nam) và thu thập ngũ cốc từ các kho lương ở phía nam quận Ngụy (魏郡; nay thuộc Hàm Đan, Hà Bắc ). Vào thời điểm Tào Tháo chuẩn bị tấn công lại Nghiệp thành vào cuối tháng 5 hoặc tháng 6 năm 203, mưu sĩ Quách Gia đã khuyên Tào Tháo ngưng chiến để lợi dụng mâu thuẫn giữa anh em họ Viên:
"Viên Thiệu vốn rất yêu quý hai đứa con này, không quyết được nên lập đứa nào. Lại có Quách Đồ, Phùng Kỷ là mưu thần giúp hai người, thế tất hai bên sẽ giao đấu với nhau, rồi đường ai nấy đi. Ta mà đánh gấp, ắt họ sẽ cùng hợp sức chống giữ, còn nếu ta trì hoãn tấn công thì họ sẽ tranh giành kèn cựa lẫn nhau. Chẳng bằng ta quay về Nam nhằm hướng Kinh Châu làm bộ đánh Lưu Biểu, đợi nội bộ họ sinh biến; họ đã có biến rồi ta sẽ xuất kích sau, như thế có thể chỉ một trận là đánh được."

Tào Tháo chấp nhận lời khuyên và rút lui về quê nhà, đặt Giả Tín (賈信) trấn giữ ở Lê Dương trong khi có lẽ để lại tòa thành trống ở Âm An cho kẻ thù của mình.
Khi Tào Tháo rút lui qua sông Hoàng Hà, Viên Đàm đã yêu cầu Viên Thượng cấp thêm quân lương và binh sĩ để có thể truy bắt Tào Tháo giữa sông. Nghi ngờ ý định của anh mình, Viên Thượng đã không chấp nhận cả hai yêu cầu. Hai mưu sĩ của Viên Đàm là Quách Đồ và Tân Bình đổ thêm dầu vào lửa khi ám chỉ chính Thẩm Phối là người đã sai Viên Thiệu gửi Viên Đàm đi Thanh châu, khiến Viên Đàm vô cùng tức giận và điều quân tấn công Viên Thương và Thẩm Phối ở Nghiệp thành. Viên Đàm bị đánh bại và chạy trốn đến Nam Bì, trong khi Tào Tháo trở về Hứa Xương mà dường như không gặp khó khăn nào.

## Hậu quả
Bất chấp những thành công ban đầu, Tào Tháo đã phải chịu nhiều thất bại và cuối cùng chỉ có thể giữ được thành Lê Dương sau 9 tháng giao chiến. Ông ở lại Hứa Xương trong 3 tháng tiếp theo, có thể là để khẳng định quyền lực của mình nhằm ngăn chặn mọi bất ổn có thể phát sinh do sự vắng mặt kéo dài của ông. Trong thời gian ở đó, ông đã ban hành hai tuyên bố nhằm trừng phạt và giáng chức các thuộc hạ, với lý do là không nên trao thưởng cho những người không đạt mục tiêu.
Mối đe dọa từ anh em họ Viên sẽ sớm được giải quyết, như Quách Gia đã dự đoán. Anh em họ Viên đã quay lưng lại với nhau, trong đó Viên Thượng chiếm thế thượng phong trong cuộc xung đột. Cuối cùng, Viên Đàm bị đuổi khỏi Nam Bì và phải lánh nạn ở Bình Nguyên; bị bao vây ở đó, và phải nhờ Tào Tháo giúp đỡ. Kinh châu mục Lưu Biểu, một đồng minh cũ của Viên Thiệu, đã yêu cầu Vương Xán viết thư cho Viên Đàm và Viên Thượng, thúc giục họ chiến đấu chống lại kẻ thù không đội trời chung là Tào Tháo, chứ không phải chiến đấu giữa họ với nhau. Bức thư gửi cho Viên Đàm đặc biệt ca ngợi chiến thắng của anh em họ Viên ở Nghiệp thành trước kẻ thù mạnh, và chỉ trích gay gắt việc Viên Đàm dựa dẫm vào Tào Tháo. Tuy nhiên, lời phản đối của Lưu Biểu đã không được để ý đến.
Trong lúc Tào Tháo đang giao chiến với Lưu Biểu thì sứ thần của Viên Đàm là Tân Tì đến. Vốn thất vọng về chủ của mình, Tân Tì đã khuyên Tào Tháo tranh thủ cơ hội tiêu diệt cả Viên Thượng lẫn Viên Đàm trước khi hai anh em hợp sức và thống nhất lực lượng. Trước đó, Tuân Úc cũng đã đưa ra lập luận tương tự. Tào Tháo chấp nhận lời khuyên và liên minh với Viên Đàm. Năm 204, Tào Tháo phát động tấn công từ Lê Dương, đánh đuổi quân Viên Thượng khỏi Nghiệp thành để giải vây cho Viên Đàm, khiến Viên Thượng phải chạy sang tị nạn chỗ Viên Hi. Một năm sau, Tào Tháo cáo buộc Viên Đàm có ý đồ xấu và hủy bỏ liên minh, sau đó tiến hành vây hãm Nam Bì. Viên Đàm sau cùng đã tử trận trong trận chiến đó. Quyền kiểm soát của Viên gia đối với miền bắc Trung Quốc đã bị phá vỡ, mặc dù họ vẫn giữ được phần nào cho đến khi bị tiêu diệt hoàn toàn vào năm 207.